# Aubigny-sur-Nère
Aubigny-sur-Nère là một xã thuộc tỉnh Cher trong vùng Centre-Val de Loire miền trung Pháp.

## Dân số
| 1962                                | 1968  | 1975  | 1982  | 1990  | 1999  | 2006  |
| ----------------------------------- | ----- | ----- | ----- | ----- | ----- | ----- |
| 4.569                               | 5.242 | 5.468 | 5.600 | 5.803 | 5.907 | 5.775 |
| Từ năm 1962 Dân số không tính trùng |       |       |       |       |       |       |

## Thị trấn kết nghĩa
- Haddington, East Lothian, Vương quốc Anh
- Plopana, România
- Oxford, Mississippi, Mỹ
- Vlotho, Đức
- Villeneuve-de-la-Raho